# لاشخورسانان
لاشخورسانان (نام علمی: Cathartiformes)، یک راسته پیشین از پرندگان لاشه‌خوار بود که شامل کرکس‌های جهان جدید و هیولامرغان که اکنون منقرض شده‌اند، می‌شد. برخلاف بسیاری از کرکس‌های جهان قدیم، این گروه از پرندگان دارای چنگال و عضلات مناسب در پاهای خود برای شکار نیستند. در گذشته، بر اساس دورگه‌سازی دی‌ان‌ای-دی‌ان‌ای و ویژگی‌های ریخت‌شناسی، این گروه به‌عنوان گروه خواهر لک‌لک‌ها در نظر گرفته می‌شد. اما، تحلیل دی‌ان‌ای میتوکندریایی در سال ۲۰۲۱ نشان‌دهنده تبارزایی قوی‌تر میان لاشخورسانان و خانواده‌های بازسانان بود. اکنون این گروه معمولاً به‌عنوان بخشی از بازسانان در خانواده کرکس‌های جهان جدید طبقه‌بندی می‌شود.

## توصیف

### کالبدشناسی
لاشخورسانان که به نام کرکس‌های جهان جدید نیز شناخته می‌شوند، دارای کرک‌پرهایی با ویژگی‌های منحصربه‌فرد هستند که از تجمع باکتری‌ها و هاگ‌های قارچی جلوگیری می‌کنند و به آن‌ها اجازه می‌دهند بدون بیمار شدن از لاشه تغذیه کنند. این ویژگی‌های پرها شامل نبود ساقه دوم، شکل مسطح و ساختار متخلخل است که اجازه می‌دهد هوا از آن عبور کرده و از حفظ رطوبت و باکتری‌ها جلوگیری شود. پرهای این پرندگان فاقد قلاب‌های قفل‌شونده‌ای هستند که در پرهای پرندگان دیگر یافت می‌شود و این ویژگی باعث انعطاف‌پذیری بیشتر پرها و امکان حرکت بهتر آن‌ها می‌شود. این انعطاف ممکن است در حفظ دمای بدن هنگام پرواز در ارتفاعات بالا و حرکت در جریان‌های هوایی متلاطم مفید باشد. علاوه بر این، وجود مغز پر و رنگدانه ملانین در این پرها ممکن است به دوام و مقاومت آن‌ها در برابر ساییدگی کمک کند. این ویژگی‌های پرها برای لاشخورسانان منحصربه‌فرد هستند و احتمالاً در نقش اکولوژیکی خاص آن‌ها به‌عنوان لاشه‌خواران اهمیت دارند. همچنین، کرکس‌های جهان جدید دارای دستگاه گوارشی بسیار اسیدی هستند که به آن‌ها اجازه می‌دهد پاتوژن‌های مضر در غذای خود، به‌ویژه لاشه‌هایی که مدت زیادی مرده‌اند، را تجزیه و نابود کنند.

### رژیم غذایی
کرکس‌ها عمدتاً از مردار تغذیه می‌کنند. بیشتر کرکس‌های جهان جدید مردارخوار اجباری هستند، به این معنی که تنها از حیواناتی که از پیش مرده‌اند تغذیه می‌کنند. حضور آن‌ها نقش مهمی در اکوسیستم دارد زیرا به حذف سریع لاشه‌ها کمک می‌کند. کرکس‌های جوان از والدین خود غذا دریافت می‌کنند. بااین‌حال، کرکس‌های بالغ پاهایی مناسب برای حمل غذا ندارند و به همین دلیل، با بالاآوری گوشت و قطعات استخوان به جوجه‌های خود غذا می‌دهند.

### بینایی و شنوایی
کرکس‌ها دارای بینایی بسیار پیشرفته‌ای هستند که می‌توانند لاشه‌ای با طول تقریبی ۳ فوت (۰٫۹ متر) را از فاصله ۴ مایل (۶٫۴ کیلومتر) و حتی در ارتفاعات تا ۳ کیلومتر (۹٬۸۰۰ فوت) شناسایی کنند. شنوایی آن‌ها نیز بسیار حساس است و دامنه‌ای حدود ۵٬۰۰۰ هرتز با آستانه ۲۰ دسی‌بل دارد. در جستجوی غذا، کرکس‌ها به دنبال حیوانات سالم نمی‌روند؛ بلکه هدف آن‌ها موجودات مرده یا نزدیک به مرگ است. رژیم غذایی آن‌ها عمدتاً شامل خزندگان، پستانداران، پرندگان و ماهی‌ها است، هرچند که گاهی اوقات از بقایای انسان نیز تغذیه می‌کنند.

## انواع
چهار نوع مختلف پرنده در دسته‌بندی لاشخورسانان وجود دارند.
اولین نوع، کرکس‌های سیاه هستند که بدنی بزرگ و کاملاً سیاه دارند. این پرندگان در زیستگاه‌های باز زندگی می‌کنند، اما معمولاً در حاشیه‌های جنگل‌ها یافت می‌شوند. وزن آن‌ها حدود ۱٫۲ تا ۲٫۳ کیلوگرم است. آن‌ها از لاشه‌های بزرگ تغذیه می‌کنند، اما همچنین برای شکار طعمه‌های زنده نیز جستجو می‌کنند.
نوع بعدی، کرکس‌های بوقلمونی هستند. این پرندگان بزرگ با رنگ قهوه‌ای-سیاه و دو رنگ مختلف در زیر بال‌هایشان شناخته می‌شوند. کرکس‌های بالغ سر قرمز دارند. این پرندگان در شمال و آمریکای مرکزی یافت می‌شوند. وزن آن‌ها حدود ۱٫۶ تا ۲٫۴ کیلوگرم است و با استفاده از بویایی یا بینایی طعمه‌های خود را پیدا می‌کنند، اما همچنین از حیوانات مرده و زنده تغذیه می‌کنند.
در ادامه، کرکس‌های زرد سر کم‌تر داریم که پرندگان بزرگ و در عین حال باریک هستند. این کرکس‌ها رنگ زردی بر روی سر خود دارند و طول بال‌هایشان از طول دمشان بیشتر است. آن‌ها معمولاً در باتلاق‌ها در شیب کارائیب مکزیک و نیکاراگوئه یافت می‌شوند و در باتلاق‌ها، گرم‌دشت‌ها و حراها زندگی می‌کنند. این پرندگان در ارتفاعات پایین‌تری پرواز می‌کنند و برای یافتن طعمه بر روی درختان فرود می‌آیند.
در نهایت، کرکس کالیفرنیایی داریم که بزرگ‌ترین پرندگان آمریکای شمالی هستند. این پرندگان سیاه با لکه‌های سفید زیر بال‌ها و لکه‌ای سفید باریک در قسمت بالایی بال‌هایشان شناخته می‌شوند. دم آن‌ها کوتاه و مربعی شکل است. این کرکس‌ها در کوه‌های باخا کالیفرنیا زندگی می‌کنند. آن‌ها منتظر می‌مانند تا شب‌های دیرهنگام یا صبح‌های زود برای شکار طعمه‌های خود بیرون بروند. همچنین از جریان‌های حرارتی برای شکار استفاده می‌کنند. این کرکس‌ها می‌توانند یک لاشه بزرگ را به‌طور کامل مصرف کنند.
در میان کرکس‌های جهان جدید، یک زیرمجموعه از هفت گونه اصلی وجود دارد. این شامل کرکس سیاه، کرکس بوقلمونی، کرکس زرد سر کم‌تر، کرکس زرد سر بزرگ‌تر، کرکس کالیفرنیایی، کرکس آندهای و کرکس شاه است.
کرکس سیاه (Coragyps atratus) بدنی بزرگ و کاملاً سیاه، دم کوتاه سیاه، لکه‌های سفید اولیه و پاهای سفید رنگ دارد. طول بدن آن‌ها ۵۹–۷۴ سانتیمتر، طول بال‌ها ۱۴۱–۱۶۰ سانتیمتر و وزن آن‌ها بین ۱٫۷ تا ۲٫۳ کیلوگرم است. رفتار آن‌ها شامل تغذیه از لاشه‌های بزرگ با دنبال کردن دیگر لاشه‌خوارها به منبع غذا است.
کرکس بوقلمونی، Cathartes aura (یونانی katartes، به معنی "پاک‌کننده"، aura از لاتین aurum، به معنی "طلا")، به‌عنوان کرکس‌های بزرگ قهوه‌ای-سیاه با رنگ‌های دوگانه در زیر بال‌هایشان توصیف می‌شوند. کرکس‌های بالغ سر قرمز دارند. سه زیرگونه دیگر از کرکس بوقلمونی در سراسر شمال و آمریکای مرکزی یافت می‌شوند. طول آن‌ها می‌تواند ۶۲–۷۲ سانتیمتر، طول بال‌ها ۱۶۰–۱۸۱ سانتیمتر و وزن آن‌ها ۱٫۶–۲٫۴ کیلوگرم باشد. رفتار آن‌ها شامل یافتن غذا از طریق بویایی و بینایی است. آن‌ها معمولاً از لاشه تغذیه می‌کنند، اما گاهی اوقات ماهی شکار کرده و به موجودات زنده حمله می‌کنند.
کرکس‌های زرد سر کم‌تر یا Cathartes burrovianus، کرکس‌های بزرگ و باریک سیاه رنگ هستند. این کرکس‌ها معمولاً بال‌هایی با رنگ دوگانه دارند، اما ممکن است رنگ زردی در سر آن‌ها مشاهده شود. نوک بال‌های آن‌ها از نوک دمشان فراتر می‌رود. طول آن‌ها ۵۳–۶۵ سانتیمتر، طول بال‌ها ۱۵۰–۱۶۵ سانتیمتر و وزن آن‌ها ۰٫۹–۱٫۶ کیلوگرم است. این پرندگان معمولاً در باتلاق‌های شیب کارائیب مکزیک تا نیکاراگوئه یافت می‌شوند و در باتلاق‌ها، ساواناها و مانگروها زندگی می‌کنند. آن‌ها تمایل دارند که در سطح پایین‌تر در باتلاق‌های باز پرواز کنند و به دنبال لاشه از طریق بینایی و بویایی بگردند و زمان زیادی را روی زمین پایین‌تر برای یافتن طعمه می‌گذرانند.
کرکس کالیفرنیایی یا Gymnogyps californianus بزرگ‌ترین پرنده خشکی است که در آمریکای شمالی یافت می‌شود. این پرندگان سیاه با لکه‌های سفید زیر بال‌ها و لکه‌ای سفید باریک در قسمت بالایی بال‌هایشان شناخته می‌شوند. دم آن‌ها کوتاه و مربعی شکل است. این کرکس‌ها در کوه‌های باخا کالیفرنیا و شمال آریزونا/جنوب یوتا زندگی می‌کنند و به‌طور کامل از لاشه تغذیه می‌کنند، به‌ویژه از لاشه‌های پستانداران بزرگ. برخلاف کرکس‌های بوقلمونی، تصور می‌شود که کرکس‌های کالیفرنیایی بیشتر به بینایی تیز خود برای پیدا کردن غذا تکیه می‌کنند تا بویایی، و معمولاً لاشه‌ها را از فاصله دور با دیدن دیگر لاشه‌خوارها که در پایین جمع شده‌اند، شناسایی می‌کنند.